# Václav Jílek (trenér)
Václav Jílek (* 16. května 1976) je český fotbalový trenér, který aktuálně působí na pozici hlavního trenéra české fotbalové reprezentace do 19 let.

## Trenérská kariéra
Pracoval u olomoucké mládeže a v její třetiligové rezervě. V roce 2009 byl vyhlášen nejlepším trenérem dorostu. Působil také jako asistent trenéra Jaroslava Hřebíka u české reprezentace do 19 let, s níž byl u zisku stříbrné medaile na Mistrovství Evropy ve fotbale hráčů do 19 let v roce 2011. Když se v prosinci 2011 stal trenér Hřebík generálním sportovním manažerem pražské Sparty, povolal Jílka na pozici asistenta u nově nastoupivšího trenéra Vítězslava Lavičky. Spolu s ním byl u zisku mistrovského titulu v sezoně 2013/14. V dubnu 2015 byl ze Sparty odvolán a vrátil se k olomoucké mládeži.
Od června 2015 byl asistentem hlavního trenéra Lavičky u české fotbalové reprezentace do 21 let. V říjnu 2015 nahradil u A-týmu Sigmy Olomouc odvolaného trenéra Kalvodu.
Na konci května 2019 nahradil u A-týmu Sparty Praha odvolaného trenéra Zdeňka Ščasného.
18. února 2020 byl po neuspokojivých výsledcích odvolán a nahrazen trenérem B-týmu Václavem Kotalem.
Od léta 2021 do února 2024 trénoval po návratu z pražského angažmá opět Sigmu Olomouc.